# Izlandi gyepház
Az izlandi gyepházak a szélsőséges időjárásnak és a szigeten található kis mértékű erdősültségnek köszönhetően jöttek létre mintegy 1000 évvel ezelőtt. Izland területének mintegy 30 százaléka volt erdőségekkel borítva az első betelepülők idején, mely erdőket nagyrészt nyírfaligetek alkották. Az észak-európai népek, többek közt a norvégok körében épületfaként előszeretetten használják a tölgyfát, de ezen a szigeten ennek hiányában kezdték el alkalmazni a nyírfát. Habár Izlandon nincs kellő mennyiségű és minőségű gyep a gyepházak építéséhez, mégis ezek terjedtek el a korai időszakban. Norvégia egyes részein is ismertek a gyepházak, ezért a betelepülők számára nem volt teljesen ismeretlen ez a technológia. 

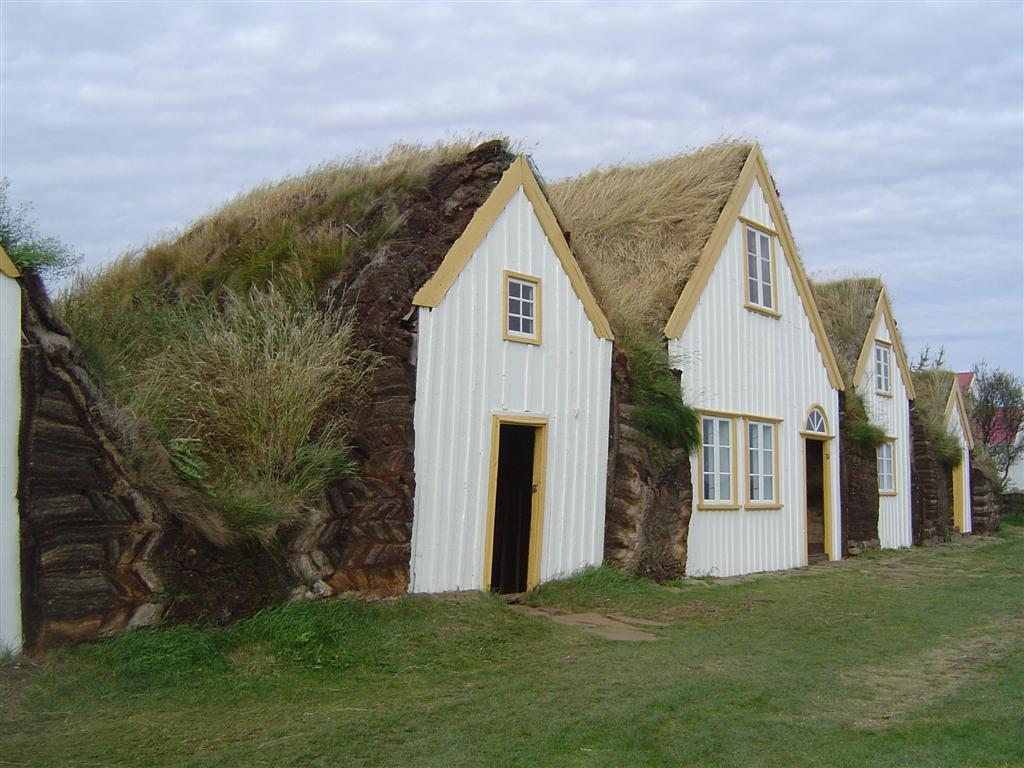
Burstabær-stílusú gyepházak Glaumbærben

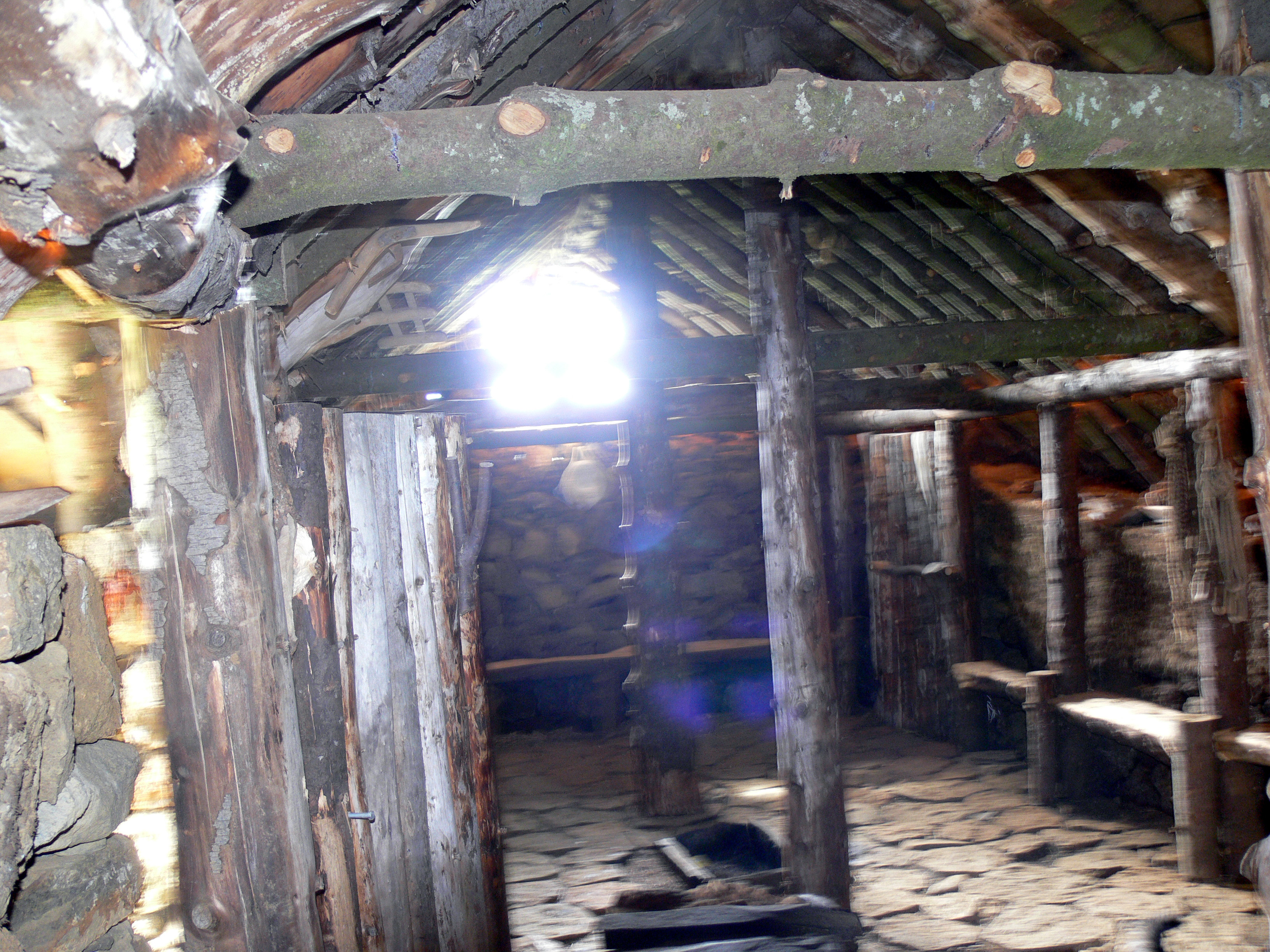
Egy rekonstruált gyepház belseje Fljótshlíðben

## Építése

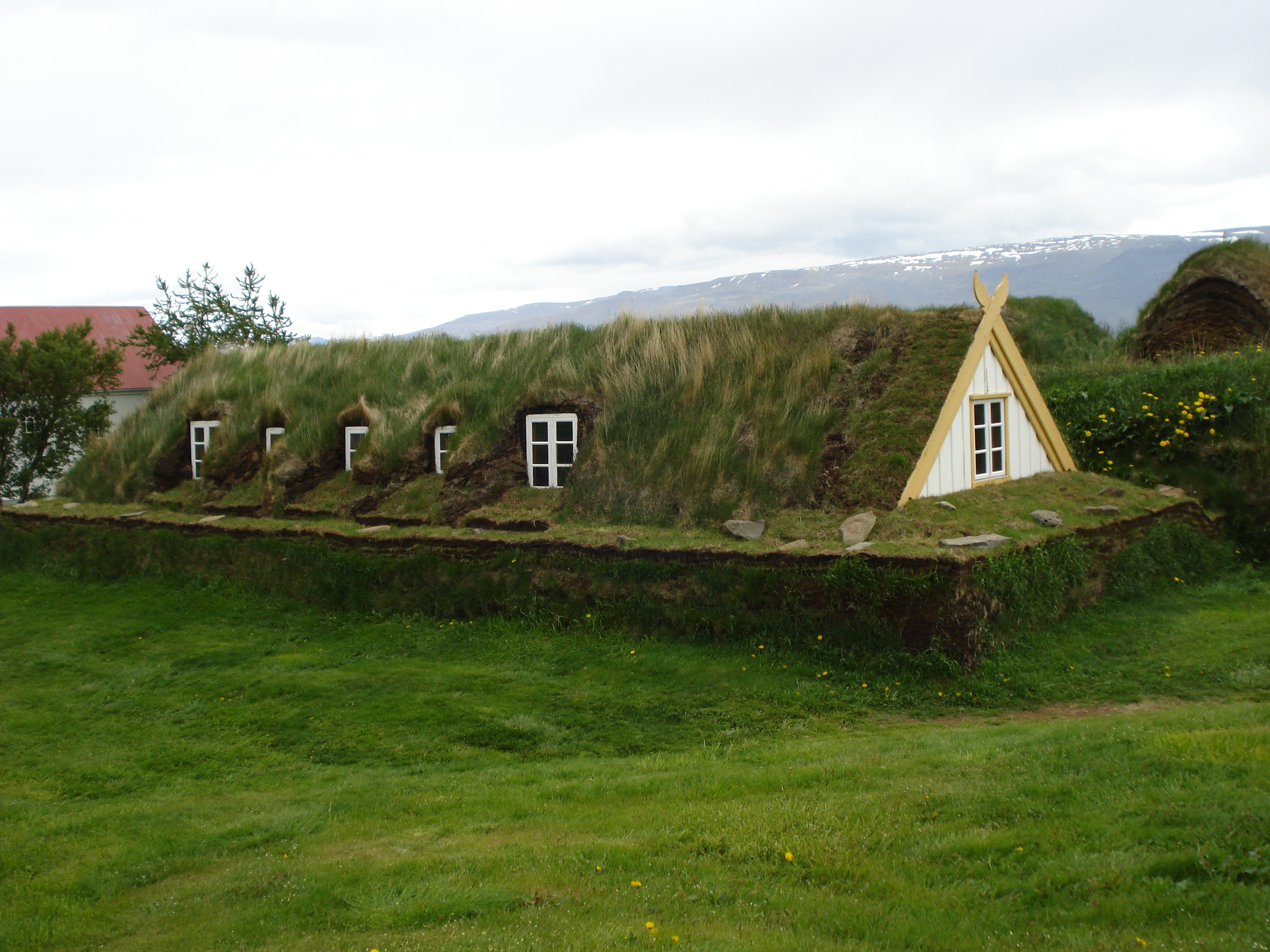
Gyeptégla tetejű ház, Glaumbær, Izland

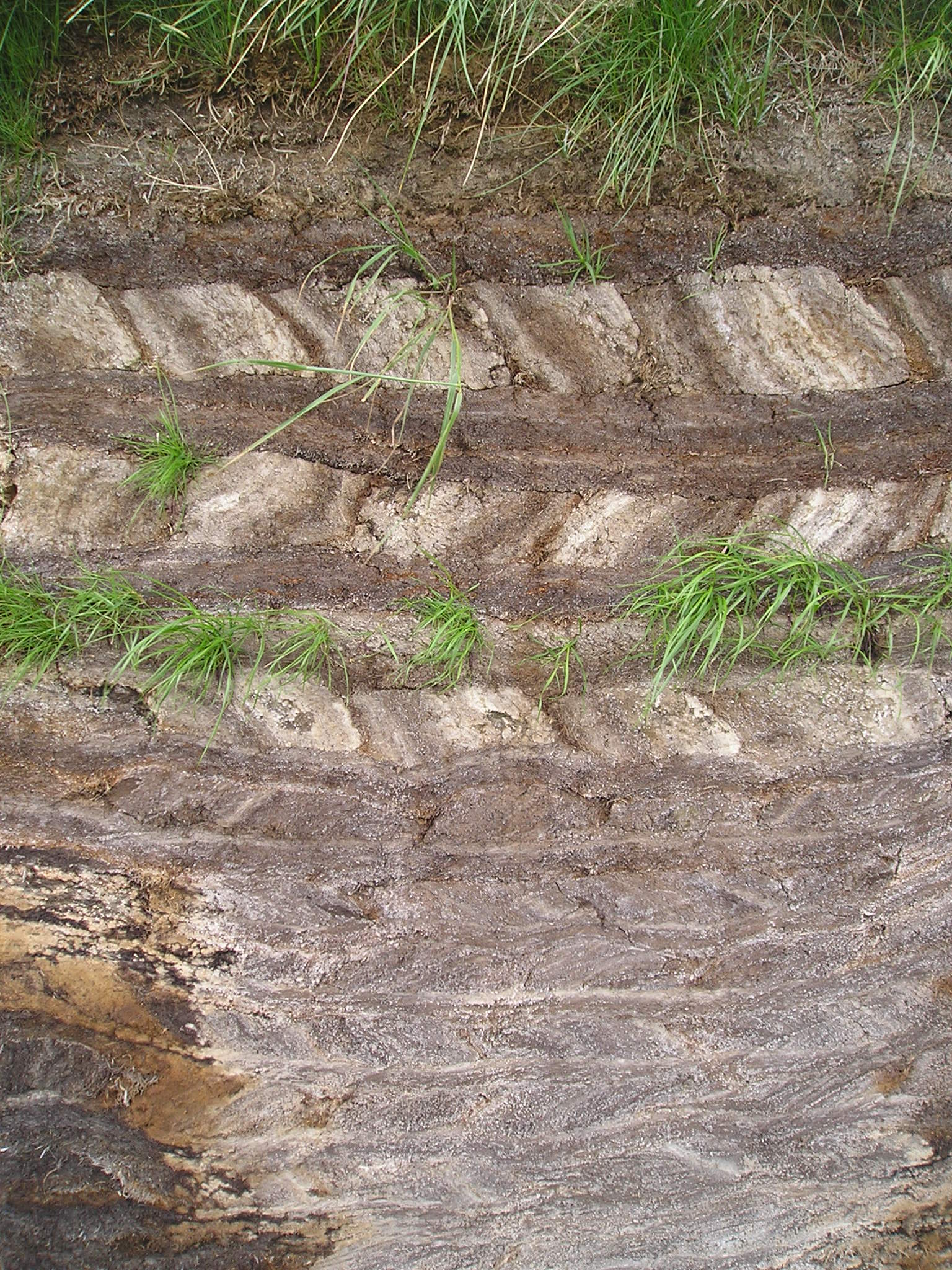
Peat wall, Glaumbaer, Iceland

Az átlagos izlandi gyepház építését nagy kiterjedésű alapokon kezdték el, melyeket többnyire lapos kövekkel borítottak, melyre egy fából készült keret-szerkezetet építettek, amelynek feladata a gyeptéglák súlyának megtartása volt. A gyepet a keretekre tették rá mintegy másodlagos rétegként, vagy divatosabb megoldással halszálka szerűen illesztették be. Az egyetlen kilátszó fafelület a bejárati ajtó volt, melyet számos alkalommal faragványokkal díszítettek. A bejárati ajtó többnyire az előszobába vezetett, amelyben volt a tűzhely. 

## Fejlődése
Az izlandi építészet az elmúlt ezer év során alaposan megváltozott. Az első fejlődési lépcsőfok a 14. században következett be, amikor is a viking-stílusú hosszú házak fokozatosan elnéptelenedtek és helyettük kisebb, egymással összekötött épületek jelentek meg. A 18. század végén jelent meg a burstabær. A huszadik századra leginkább ezen stílusú házak maradtak ránk, mint jellegzetes képviselői az izlandi gyepházaknak. Később ezek helyét a városi stílusban épült faházak, majd a horganyzott acéllemezzel borított házak, később a vasbeton épületek vették át. 

## Fordítás
Ez a szócikk részben vagy egészben  az   Icelandic turf house című angol Wikipédia-szócikk ezen változatának fordításán alapul.  Az eredeti cikk szerkesztőit annak laptörténete sorolja fel. Ez a jelzés csupán a megfogalmazás eredetét és a szerzői jogokat jelzi, nem szolgál a cikkben szereplő információk forrásmegjelöléseként.